# Passo Croce d'Aune
Il passo Croce d'Aune (1.011 m) è un valico alpino nelle Dolomiti in provincia di Belluno, che mette in comunicazione la conca feltrina, e in particolare Pedavena, con l'altopiano di Sovramonte.

## Descrizione
Si tratta di una sella collocata a nord del monte Avena e a sud delle Vette Feltrine. È raggiungibile mediante l'ex Strada statale 473 di Croce d'Aune che sale da Sovramonte attraverso la valle dell'Ausor e scende a Pedavena attraverso la valle del Porcilla.
Dal punto di vista amministrativo il valico è diviso tra i comuni di Sovramonte e, in misura minore, Pedavena. Vi sorge un piccolo centro abitato (con 39 abitanti stabili) vocato al turismo estivo e soprattutto invernale, grazie ai collegamenti con il comprensorio sciistico Croce d'Aune-Monte Avena.
Per quanto riguarda la sentieristica, presso il passo transita l'Alta via n. 2 proveniente da Bressanone e diretta a Feltre. Tramite il segnavia 801, compreso nello stesso itinerario, è possibile raggiungere il rifugio Giorgio Dal Piaz e da lì le principali cime delle Vette Feltrine. 
Croce d'Aune è divenuto celebre nella storia del ciclismo poiché, durante una competizione ciclistica nel 1927, l'atleta Tullio Campagnolo ebbe delle difficoltà nel togliere la ruota posteriore della sua bicicletta a causa del tempo sfavorevole. Quell'episodio gli ispirò l'idea dello sgancio rapido, brevettato nel 1930 e in seguito cavallo di battaglia della Campagnolo, azienda di componenti per bici dallo stesso fondata nel 1933. A ricordare quell'episodio esiste oggi sul passo un monumento a lui dedicato, opera dello scultore bellunese Massimo Facchin. La stessa Campagnolo negli anni ottanta produsse un cambio posteriore di medio-alta gamma denominato "Croce d'Aune".
A partire dal 1964, inoltre, Croce d'Aune è stato più volte toccato dal Giro d'Italia. Quando la strada era ancora sterrata, non era raro che i ciclisti forassero anche più volte tra salita e discesa.